# La Chapelle-Urée
La Chapelle-Urée é uma comuna francesa na região administrativa da Normandia, no departamento Mancha. Estende-se por uma área de 4,57 km². Em 2010 a comuna tinha 165 habitantes (densidade: 36,1 hab./km²).